# هنري هويت
هنري هويت (بالفرنسية: Henri Huet)‏ هو صحفي ومصور فيتنامي وفرنسي، ولد في 14 أبريل 1927 في دا لات في فيتنام، وتوفي في 10 فبراير 1971 في لاوس.